# María Elena Heredia
María Elena Heredia es una actriz venezolana de doblaje, televisión, cine y teatro. Se ha alzado con fama internacional gracias a los shows de humor Cheverísimo, Sal y Pimienta, Cásate y Verás y ¡A que te ríes!. Además de poseer una destacada trayectoria en la industria del doblaje en Venezuela, Miami y Los Ángeles, conocida internacionalmente por prestar su voz a la Sra. Turner y Chester en la serie animada Los padrinos mágicos de Nickelodeon.

## Biografía
María Helena aunque nació en Caracas, comenzó sus estudios de actuación en Londres donde estuvo radicada parte de su adolescencia, al regresar a Venezuela prosiguió con su instrucción actoral con la profesora Lilia Sarmiento, para luego pasar a ser integrante durante 8 años de la Compañía Lily Álvarez Sierra, importante dentro de su carrera porque le brindó la oportunidad de participar en incontables obras de teatro infantiles y de adultos, algunas de ellas fueron: La flauta mágica, La bella durmiente, Peter Pan, Tom Sawyer, El libro de la selva, Mañana el mundo, Madre hay una sola, Sacrilegio y Pecos Bill, esta última con la que se ganó en 1982 el Premio Actriz de Reparto otorgado por la Compañía Lily Álvarez Sierra.
En 1982 participó en su primera telenovela, llamada La Goajirita en el canal Radio Caracas Televisión, haciendo un pequeño personaje de una cliente, en 1985 se traslada al canal Venevision donde realizó gran parte de su carrera.
Ella es conocida por doblar a Chester McBadbat, a Verónica y a la Sra. Turner en Los padrinos mágicos (estos dos últimos en las temporadas 4-5), Trish Jenner (Gina Philips) en el doblaje miamense de Jeepers Creepers, Shelly Marsh en South Park, Doña Rosa en El duende verde, Magda Andel en Jane the Virgin, además de prestar su voz para múltiples producciones de Playboy; en la actualmente, sigue haciendo doblaje, en Los Ángeles ciudad donde reside en la actualidad. También realiza doblaje al inglés.
Trabajó en los principales programas de humor de Venezuela como Cheverísimo, Sal y Pimienta junto a los personajes Flora y Hortensia (Interpretados por Nelly Pujols e Irma Palmieri respectivamente), Fábrica de comedias, Cásate y verás y ¡A que te ríes!, todos ellos producidos por la cadena Venevision.

## Filmografía

### Doblajes
| Año       | Título                     | Personaje                                                             |
| --------- | -------------------------- | --------------------------------------------------------------------- |
| 1998      | Tekken: The Motion Picture | Anna Williams                                                         |
| 2000      | Crocodile                  | Anabelle (Julie Mintz)                                                |
| 2001      | Jeepers Creepers           | Trish Jenner (Gina Philips)                                           |
| 2002-2005 | Caillou                    | Mamá de Caillou                                                       |
| 2004-2005 | Los padrinos mágicos       | Sra. Turner/ Chester /Verónica                                        |
| 2002-2005 | South Park                 | Shelly Marsh / Voces adicionales (Temp. 6-9)                          |
| 2003-2004 | Dead like me               | Gerorgia Lass (Ellen Muth)                                            |
| 2003-2005 | Hermie y sus amigos        | Flo                                                                   |
| 2004      | The curse of Komodo        | Tiffany (Melissa Braselle)                                            |
| 2005      | The L World                | Voces adicionales                                                     |
| 2014-2019 | Jane The Virgin            | Alba Gloriana Villanueva (Ivonne Coll) Magda Andel (Priscilla Barnes) |
| 2015-2019 | The Bold and the Beautiful | Shirley Spectra (Patrika Darbo) / Pamela "Pam" Douglas (Alley Mills)  |
| 2017      | Pottersville               | Voces adicionales                                                     |
| 2018      | Bojack Horseman            | Mary-Beth                                                             |
| 2019      | Tuca & Bertie              | Meredith                                                              |

### Telenovelas
| Año  | Título                    | Personaje           | Cadena     |
| ---- | ------------------------- | ------------------- | ---------- |
| 2015 | A puro corazón            | Profesora de inglés | Televen    |
| 1997 | A todo corazón            | Profesora de inglés | Venevision |
| 1990 | Inés Duarte, secretaria   | Nela                | Venevision |
| 1989 | La revancha               | Hortencia           | Venevision |
| 1989 | Fabiola                   | Adrianita           | Venevision |
| 1988 | Niña bonita               | Adela               | Venevision |
| 1988 | Alba Marina               |                     | Venevision |
| 1987 | Sueño contigo             |                     | Venevision |
| 1987 | Y la luna también         |                     | Venevision |
| 1986 | Esa muchacha de ojos café | Agripina            | Venevision |
| 1985 | El sol sale para todos    |                     | Venevision |
| 1985 | Cantaré para ti           |                     | Venevision |
| 1982 | La Goajirita              | Clienta en tienda   | RCTV       |

### Serie
| Año       | Título       | Personaje                      | Cadena     |
| --------- | ------------ | ------------------------------ | ---------- |
| 2015      | Escándalos   | Lawyer Alba González / Doctora | Telemundo  |
| 2015      | Código Negro | Enfermera                      | CBS        |
| 2015      | Supergirl    | Empleada de catco              | CBS        |
| 1988-1990 | ¡Qué chicas! |                                | Venevision |

### Shows de humor
| Año       | Título              | Cadena     |
| --------- | ------------------- | ---------- |
| 2010-2014 | ¡A que te ríes!     | Venevision |
| 2008-2016 | Fábrica de Comedias | Venevision |
| 2006-2012 | Cásate y Verás      | Venevision |
| 1993-2003 | Sal y Pimienta      | Venevision |
| 1992-2008 | Cheverísimo         | Venevision |

## Doblaje

### Series de TV
- The L World
- Queer as folk
- Dead like me
- Jane the Virgin
- The Bold and the Beautiful
- Flaked

### Series animadas
- Los padrinos mágicos
- South Park
- Caillou
- Hermie and Friends
- Tuca & Bertie
- Bojack Horseman

### Películas
- Cocodrilo - Annabelle
- Jeepers Creepers - Trish Jenner
- Pottersville

### Programas de telerrealidad
- Fear Factor
- Tattoo nightmares
- COPS
- Night calls: 411